# Mocasín

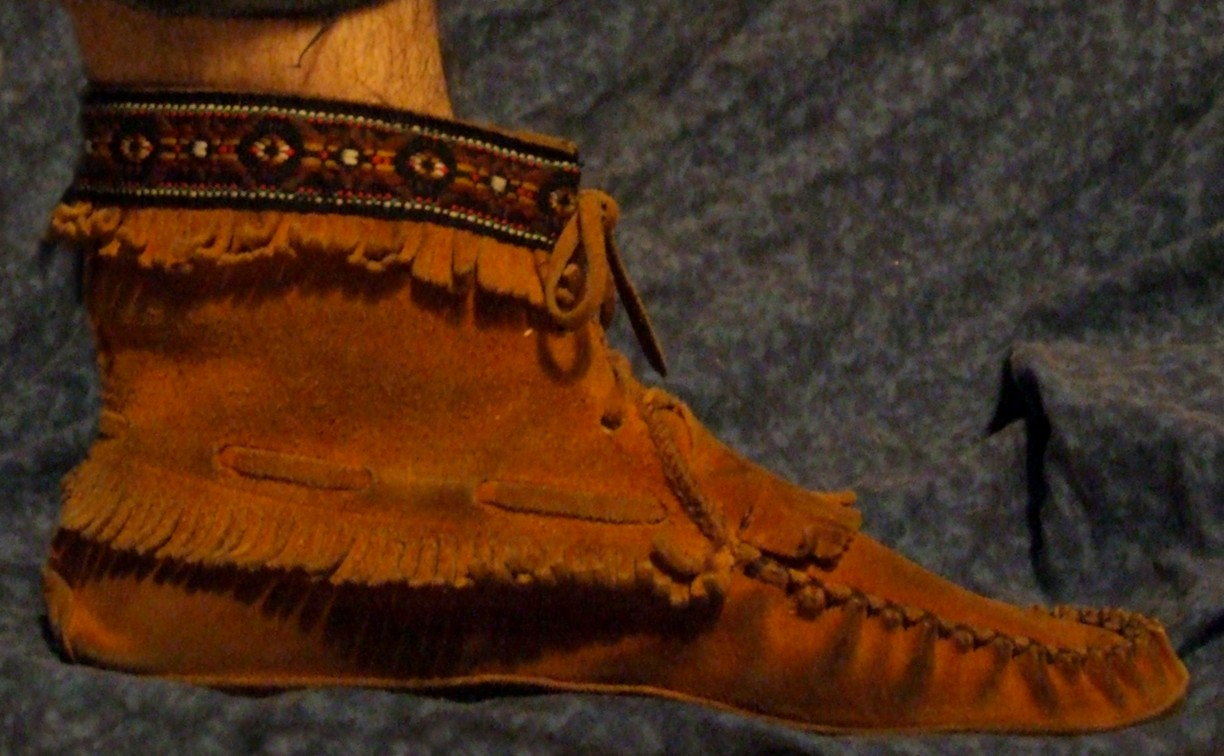
Un mocasín de suela blanda, al estilo de los indígenas de Norteamérica.

El mocasín (del idioma powhatan, makasin, zapato) es un tipo de zapato masculino de cuero suave y suela dura. El término y diseño proviene del calzado que utilizaban los nativos norteamericanos, fabricado de piel sin curtir. 
Los mocasines son zapatos que se caracterizan por carecer de cordones, hebillas u otra forma de sujeción. Cuentan con una pala ancha cosida al resto que forma una sola pieza y se calzan en un solo gesto.
Por su apariencia casual y deportiva los mocasines son zapatos aptos para llevar tanto en situaciones al aire libre como de vestir aunque no para ocasiones formales como fiestas de etiqueta en las que se exige esmoquin o frac. También se pueden llevar sin calcetines en los meses más calurosos.
Entre los modelos clásicos de mocasín destacan los siguientes:
- Mocasines beefroll: Son un modelo clásico del fabricante estadounidense Sebago. Se caracteriza por dos ornamentos en forma de rollito de carne que llevan cosidos a ambos lados del empeine de donde procede su nombre (beef roll, rollito de carne). Se llevan con pantalón oscuro pero también con ropa deportiva.[2]
- Mocasines tassel:  Se caracterizan por llevar un adorno en forma de lazo con dos borlas sobre el empeine. Se trata de un calzado más cerrado que el tradicional y, por lo tanto, más elegante y apropiado para ocasiones de vestir. El nombre proviene de la propia borla denominada en inglés tassel. Se confeccionan tradicionalmente en colores oscuros (marrón o negro) y también en ante.
- Mocasines italianos: Es una forma de mocasín más libre y variopinta. Después de la II Guerra Mundial los mocasines fabricados habitualmente en Estados Unidos fueron imitados por los fabricantes italianos que desarrollaron un calzado de una piel más suave y por lo tanto, más cómodos y fáciles de llevar. Los nuevos zapatos fueron adaptados a los estilos propios de cada diseñador italiano. En su contra, se argumenta su menor durabilidad a causa de utilizar materiales más finos. Se trata no obstante de un zapato muy apreciado en los vestuarios masculinos debido a su perfecta adaptación al pie y a que lo hace más pequeño confiriéndole un aspecto más estético.[3]

La moda de los mocasines, se ha extendido también al ámbito femenino. Actualmente, algunos fabricantes han diseñado modelos para mujer que se pueden combinar con ropa informal, con vaqueros, shorts e incluso bermudas.